# Janice Kerbel
Janice Kerbel, född 1969 i Kanada, är en kanadensisk-brittisk performancekonstnär.
Janice Kerbel utbildade sig på Emily Carr College of Art and Design i Vancouver i Kanada med en kandidatexamen och på Goldsmiths College på University of London med en magisterexamen.